# Episodi di Hamburg Distretto 21 (quinta stagione)
La quinta stagione della serie televisiva Hamburg Distretto 21 è stata trasmessa in prima tv in Germania ogni giovedì alle ore 19,25 sulla rete televisiva ZDF dal 4 novembre 2010 al 5 maggio 2011. In Italia è trasmessa dall'11 ottobre al 23 novembre 2011 su Rete 4 dal lunedì al giovedì alle 15.10. 
Dal quinto al tredicesimo episodio Rhea Harder (Franzi Jung) è sostituita temporaneamente da Wolke Hegenbarth (Jule Schmitt), mentre a partire dal quattordicesimo episodio Uwe Fellensiek (Henning Storm) è sostituito da Bruno F. Apitz (Hans Moor). Inoltre dal diciottesimo episodio fa il loro ingresso una nuova coppia di poliziotti formata da Tarik Coban (Serhat Cokgezen) e Claudia Fischer (Janette Rauch).
| nº | Titolo originale           | Titolo italiano         | Prima TV Germania | Prima TV Italia  |
| -- | -------------------------- | ----------------------- | ----------------- | ---------------- |
| 1  | Der verlorene Bräutigam    | Lo sposo ritrovato      | 4 novembre 2010   | 11 ottobre 2011  |
| 2  | Gegen die Zeit             | Aggressione sul ponte   | 11 novembre 2010  | 12 ottobre 2011  |
| 3  | Geisterstunde              | La tromba rubata        | 18 novembre 2010  | 13 ottobre 2011  |
| 4  | Der Preis des Glücks       | La rapina               | 24 novembre 2010  | 17 ottobre 2011  |
| 5  | Familienzirkus             | Il circo                | 2 dicembre 2010   | 18 ottobre 2011  |
| 6  | Grabräuber                 | Furto al cimitero       | 9 dicembre 2010   | 19 ottobre 2011  |
| 7  | Karten lügen nicht         | Cartomanzia             | 16 dicembre 2010  | 20 ottobre 2011  |
| 8  | Risiken und Nebenwirkungen | Il farmaco proibito     | 23 dicembre 2010  | 24 ottobre 2011  |
| 9  | Heiße Ware                 | Merce che scotta        | 30 dicembre 2010  | 25 ottobre 2011  |
| 10 | Hoteldiebe                 | Topi d'albergo          | 13 gennaio 2011   | 26 ottobre 2011  |
| 11 | Geld oder Liebe            | Il prezzo dell'amicizia | 27 gennaio 2011   | 27 ottobre 2011  |
| 12 | Eine alte Schuld           | Una vecchia colpa       | 3 febbraio 2011   | 31 ottobre 2011  |
| 13 | Freiwild                   | Facili bersagli         | 10 febbraio 2011  | 1º novembre 2011 |
| 14 | Der Soldat                 | Il nuovo arrivato       | 17 febbraio 2011  | 2 novembre 2011  |
| 15 | Hunger auf Blut            | Il romanzo rubato       | 24 febbraio 2011  | 3 novembre 2011  |
| 16 | Alarm im Kindergarten      | Paura all'asilo         | 3 marzo 2011      | 7 novembre 2011  |
| 17 | Alles Lüge                 | L'uomo col cappuccio    | 10 marzo 2011     | 8 novembre 2011  |
| 18 | Der große Bluff            | Il grande bluff         | 17 marzo 2011     | 10 novembre 2011 |
| 19 | Die letzte Reise           | L'ultimo viaggio        | 24 marzo 2011     | 14 novembre 2011 |
| 20 | Verzaubert                 | La vendetta perfetta    | 31 marzo 2011     | 15 novembre 2011 |
| 21 | Männer sind Schweine       | Le collezioniste        | 7 aprile 2011     | 16 novembre 2011 |
| 22 | Eltern - nein, danke!      | La bussola              | 14 aprile 2011    | 17 novembre 2011 |
| 23 | Die Frau aus Ipanema       | La ragazza di Ipanema   | 21 aprile 2011    | 21 novembre 2011 |
| 24 | Alles Einstein             | Le ripetizioni          | 28 aprile 2011    | 22 novembre 2011 |
| 25 | Gefährliche Begegnung      | Il segreto di Hans      | 5 maggio 2011     | 23 novembre 2011 |